# Urar
Urar je obrtnik, stručnjak ili osoba koja popravlja, održava ili izrađuje satove.
Najraniji urari datiraju iz 1390. nakon izuma prvih mehaničkih satova.
U današnje vrijeme s obzirom na to da se većina satova više ne radi tradicionalnim metodama već postoje roboti zaduženi za tu svrhu, urari većinom rade servise i održavanje satova.
Urar potrebno znanje i vještinu postiže praktičnim radom, proučavanjem literature namijenjenoj urarima te pohađanjem određenih tečajeva te ispita. Velik broj tečajeva je moguće pohađati u Švicarskoj, zemlji s velikim brojem urarskih firmi. Neki tečajevi su besplatni, dok se neki plaćaju. Po završetku tečaja moguće je dobiti diplomu odnosno certifikat koja je dokaz mogućnosti servisa određenog mehanizma sata. Mnogi urari su prošli razne tečajeve i prikupili certifikate kako bi bili u mogućnosti servisirati i pribavljati dijelove za različite satove. U današnje vrijeme u Hrvatskoj urara je sve manje zbog veće raširenosti telefona.